# 大日本武道宣揚会
大日本武道宣揚会（だいにっぽんぶどうせんようかい、1932年 - 1936年）は、戦前の日本において、武道の宣揚を目的として活動していた団体。合気道の修練を主として、剣道の修行も行っていた。新宗教「大本」の外郭団体。

## 概要
合気道の開祖・植芝盛平は大本信者であり、大正後期から昭和初期にかけて大本内で武道を指導していた。
1932年（昭和7年）8月13日、大本の外郭団体「昭和青年会」の武術部（主任・植芝盛平）が独立し、大日本武道宣揚会が発足する。この日は大本教祖・出口王仁三郎の誕生日（旧暦7月12日）で、大本の聖地・天恩郷（京都府亀岡）で聖誕祭が開かれた。大日本武道宣揚会の総裁には出口王仁三郎が、会長には植芝盛平が、顧問には出口日出麿（王仁三郎の娘婿）のほか、大日本国粋会理事の蓮井継太郎、剣道範士の中山博道、医学博士の二木謙三、陸軍少将の三浦真が就任した。
会則第二条に「建国の大精神に基き大日本武道の宣揚を為す」ことが目的だと謳われており、その「建国の大精神」とは当時王仁三郎が盛んに唱導していた「皇道」（王仁三郎によると皇道とは世界統一の道である）のことであった。
大日本武道宣揚会趣意書には会の性質が次のように表されている。
また、当時の大本の刊行物で大日本武道宣揚会が次のように紹介されている。
つまり植芝盛平の合気道を「真正の武道」として位置づけていた。
大日本武道宣揚会では会員に「道士」「宣士」「助士」という称号を授けて、武術の教授を行わせた。
会の総本部は亀岡の天恩郷に置かれた。仮の道場で武術の講習が行われ、また、全国各地へ講師を派遣された。その活動の結果、発足から半年の間に50の支部と1500人の会員ができた。
1933年（昭和8年）5月1日、総本部と道場が亀岡・天恩郷から、兵庫県竹田にある大本の施設「愛善郷」へ移転した。前年8月に竹田城跡が竹田町から大本へ献納され、そこが愛善郷（大本竹田別院）と名づけられのである。愛善郷には会員が常に50～60人寝泊まりし、自給自足で「武農一如」の集団生活を送った。
竹田移転後も会は勢いよく発展し、同年12月末には支部数が129、会員数が2488人へと増加した。翌年4月の総会では会員数5千人と発表された。
1935年（昭和10年）7月1日、会長が植芝盛平から出口日出麿に変更になった。植芝盛平は「範主」として武道の指導にあたることになった。
同年12月8日、第二次大本事件が勃発。出口王仁三郎を始め大本幹部はことごとく検挙された。当局の取り調べを受けた者は3千人以上、起訴された者は61人にのぼる。しかし植芝盛平は会長を退いており、また弟子に警察高官がいて人間的信頼関係があったため、一両日取り調べを受けただけで起訴はされなかった 。
1936年（昭和11年）3月13日、当局は大日本武道宣揚会を含む8つの大本関連団体に結社禁止の命令を出した。これによって大日本武道宣揚会は解散した。